# Konflagrata
Konflagrata (z łac. conflagrare = spalić się) - w dawnej polszczyźnie fundusz na wspomożenie pogorzelców, zbierany w naturze przez szlachtę.
Gospodarz, który dotknięty był klęską pogorzeli otrzymywał od sąsiadów między innymi zboże na zasiew, siano, słomę, drzewo na odbudowę budynków,
narzędzia, wozy. Pogorzelcy otrzymywali też konie lub inne zwierzęta domowe, a jeśli one nie ucierpiały, sąsiedzi zabierali je do siebie.  Pomocą było ich karmienie np. przez okres zimy. Nie zbierano pieniędzy, ponieważ poszkodowany nie przyjąłby ich, traktując je jak jałmużnę.